# Flughafen Phu Quoc

i8
i11
i13
Der Flughafen Phu Quoc (vietnamesisch Sân bay Phú Quốc, IATA-Code: PQC, ICAO-Code: VVPQ) ist der ehemalige Flughafen von Phu Quoc in Süd-Vietnam. Ende 2012 wurde er ersetzt durch den Internationalen Flughafen Phú Quốc.

## Geschichte
Der Flughafen Phu Quoc wurde in den 1930er Jahren durch Französische Kolonisten erbaut und während des Vietnamkriegs deutlich ausgebaut. Angelegt ursprünglich als kleiner Flugplatz mit einer 996 Meter langen Landebahn, übernahmen die Fluggesellschaften nach dem Fall von Saigon 1975 auch kommerzielle Flüge ab Phu Quoc. Dazu wurde die Landebahn 1983 schließlich auf 1496 Meter ausgebaut. Von 1994 bis 1995 wurde ein neues Terminal gebaut, welches bis zur Schließung des Flughafens 2012 in Betrieb war.

## Fluglinien und Ziele

### Inland
- Vietnam Airlines (Ho-Chi-Minh-Stadt, Hanoi, Da Nang)
- Jet Star Pacific (verschiedene Ziele im In- und Ausland)
- VietJet

### Internationale Flüge
- Azur Air (saisonal Yekaterinburg, Irkutsk, Novosibirsk)
- Tui (saisonal London Gatwick)
- China Southern Airlines (Guangzhou)
- Bangkok Airways (Bangkok)